# Distrikt Tambogrande
Der Distrikt Tambogrande (auch Distrikt Tambo Grande) liegt in der Provinz Piura der Region Piura im äußersten Nordwesten von Peru. Der Distrikt hat eine Fläche von 1442,81 km². Beim Zensus 2017 lebten 107.495 Einwohner im Distrikt. Im Jahr 1993 betrug die Einwohnerzahl 63.183, im Jahr 2007 96.451. Verwaltungssitz ist die am rechten Flussufer des Río Piura gelegene Kleinstadt Tambogrande.

## Geographische Lage
Der Distrikt Tambogrande liegt im Nordosten der Provinz Piura, lediglich der angrenzende Distrikt Las Lomas liegt weiter nördlich. Der Distrikt Tambogrande liegt nordöstlich der Regionshauptstadt Piura. Er liegt am Fuße der peruanischen Westkordillere. Der Fluss Río Piura durchquert den Südteil des Distrikts in westlicher Richtung. An der nördlichen Distriktgrenze liegt oberhalb der Stadt Las Lomas der Stausee der Talsperre San Lorenzo.
Der Distrikt Tambogrande grenzt im Norden an den Distrikt Las Lomas, im Osten an die Provinz Ayabaca, im Südosten an die Provinz Morropón, im Südwesten an den Distrikt Castilla, im Westen an den Distrikt Piura sowie im Nordwesten an die Provinz Sullana.

## Geschichte
Ende der 1990er Jahre plante das – damals noch bestehende – kanadische Bergbauunternehmen Manhattan Minerals Corp. im Umland von Tambogrande den Abbau von Kupfer- und Goldvorkommen. Die Bürger von Tambogrande und vor allem die Bauern rundum wehrten sich dagegen, weil sie schwere Umweltschäden befürchteten und das Ende des ertragreichen Limettenanbaus. Im Februar 2005 gab Manhattan Minerals Corp. das Vorhaben auf.